# Vosselaar
Vosselaar là một đô thị ở tỉnh Antwerp. Thị trấn này chỉ gồm thị trấn Vosselaar proper. Tại thời điểm ngày 1 tháng 1 năm 2006, Vosselaar có dân số 10.142 người. Tổng diện tích là 11,85 km² với mật độ dân số là 856 người trên mỗi km².